# Julos Beaucarne au théâtre de la Ville janvier septante sept
 (mars 2016).
Si vous disposez d'ouvrages ou d'articles de référence ou si vous connaissez des sites web de qualité traitant du thème abordé ici, merci de compléter l'article en donnant les références utiles à sa vérifiabilité et en les liant à la section « Notes et références ».
Albums de Julos Beaucarne
Julos chante pour les petits et les grands
(1976) Mon terroir c'est les galaxies
(1978)
Julos Beaucarne au « théâtre de la Ville » janvier septante sept est un album de Julos Beaucarne. Il s'agit d'enregistrements réalisés en public au théâtre de la Ville à Paris.
Sauf mention contraire, les paroles et les musiques sont de Julos Beaucarne.

## Titres
| No  | Titre | Durée |
| --- | --- | ----- |
| 1.  | Le petit royaume | 1:30  |
| 2.  | Je chante pour vous | 2:05  |
| 3.  | Je rêve d'un concert (texte)                                                                                                | 0:35  |
| 4.  | Entre toi et moi | 2:09  |
| 5.  | Totor t'as tort (Texte : Jean Boyer et Géo Koger ; Musique : R. Mercier)                                                    | 0:27  |
| 6.  | L'oncle Eustache (Chanson populaire)                                                                                        | 2:23  |
| 7.  | Je me souviens (Texte : Ben)                                                                                                | 0:16  |
| 8.  | À vous mes beaux messieurs (Texte : Nâzim Hikmet ; Musique : Julos Beaucarne)                                               | 2:11  |
| 9.  | Elle me l'avait toudis promis (D.P. arr. J. Beaucarne) ; Nous sommes 180 millions de francophones (Texte : Julos Beaucarne) | 3:18  |
| 10. | Les lointains si bleus | 3:04  |
| 11. | Périclès (Texte : Julos Beaucarne)                                                                                          | 3:34  |
| 12. | Je songeais pas à Rose (Texte : Victor Hugo ; Musique : Julos Beaucarne)                                                    | 3:37  |
| 13. | Si la Garonne elle avait voulu (Texte : Gustave Nadaud ; Musique : Julos Beaucarne)                                         | 3:53  |
| 14. | Quinzaine du beau langage (Texte : Julos Beaucarne)                                                                         | 0:47  |
| 15. | Du tamps de m'grand-mère (Texte et musique : Arthur Trigaux)                                                                | 4:15  |
| 16. | Les hommes et les femmes sont des chefs-d'œuvre en péril (Texte : J. Beaucarne - R. Duguay)                                 | 0:34  |
| 17. | Chanson pour Loulou (février 75)                                                                                            | 2:49  |
| 18. | Lettre à Kissinger, | 2:49  |
| 19. | Leonid Plioutch (Texte) | 0:45  |
| 20. | Le meeting | 2:14  |
| 21. | Présentation des musiciens                                                                                                  | 1:22  |
| 22. | Le petit Jésus (instrumental)                                                                                               | 1:00  |
| 23. | Le petit Jésus (Texte : Yvon Deschamps ; Adapt. : J. Beaucarne)                                                             | 5:01  |
| 24. | Tout doux | 3:10  |

## Musiciens
Julos présente lui-même ses musiciens sur la vingt et unième piste du disque :
- Benoît Debuyst : violoncelle à ouverture bilatérale ;
- Marc Deneyer : guitare sèche, archisèche
- Jean-Paul Laurent : flûte, percussion et piano
- Yvon De Bie : piano terriblement acoustique
- Marie-Reine Rochard : chœurs (de l'Armée verte)
- Baptiste Demuyser : prise de son